# Ann Wright

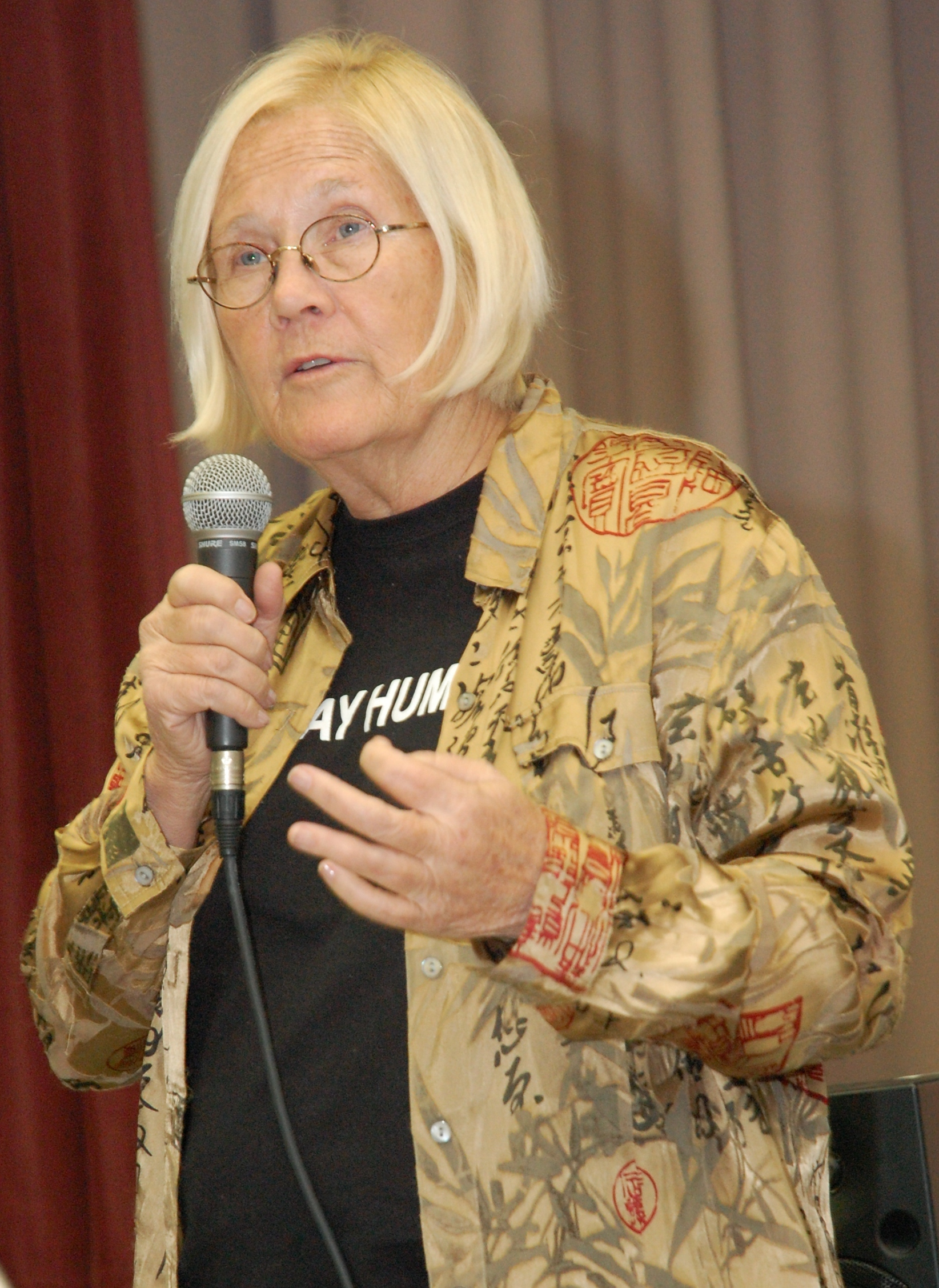
Anne Wright bei der Make Food not War Aktion 2011

Mary Ann Wright (* 1946) ist ein pensionierter Oberst der United States Army, ehemalige Mitarbeiterin des Auswärtigen Dienstes der Vereinigten Staaten und Aktivistin der Friedensbewegung.

## Werdegang
Wright wuchs in Bentonville, Arkansas auf. Sie absolvierte die University of Arkansas mit einem Abschluss in Rechtswissenschaft. Danach entschied sie sich für eine Laufbahn in den Streitkräfte der Vereinigten Staaten. An der Seekriegsakademie machte sie ihren Master in Äußerer Sicherheit. Von 1982 bis 1984 war sie in Fort Bragg stationiert. Zu einer ihrer ersten Aufgaben gehörte die Planung von Wiederaufbaumaßnahmen nach den Militäraktionen in Grenada und Somalia. In dieser Zeit arbeitete sie auch schon an Notfallplänen im Rahmen von mehreren Kriegsplanungen. Eine davon war die Invasion des Irak.
Im Jahre 1987 trat sie in den United States Foreign Service, einer Abteilung des Außenministeriums der Vereinigten Staaten, ein. In diesem Rahmen war sie Stabschef der US-Botschaften von Afghanistan, Sierra Leone, Mikronesien, Mongolei, Usbekistan, Kirgisistan, Grenada und Nicaragua.
Am 19. März 2003, einen Tag vor dem Beginn des Irakkrieges, trat  sie aus Protest gegen den Irakkrieg von ihrem Dienst beim Auswärtigen Dienst und den Streitkräften zurück. In einem Brief an den damaligen Außenminister Colin Powell legte sie ihre Gründe dar. Seitdem nahm sie an vielen Aktionen der Friedensbewegung, wie der Verteidigung von Ehren Watada (2006), Ship to Gaza 2010 oder Blockade der Ramstein Air Base 2017, teil.
Mary Ann Wright wurde im November 2018 mit dem Blue Planet Award der Stiftung ethecon Ethik & Ökonomie ausgezeichnet.

## Schriften
- Ann Wright; Susan Dixon: Dissent: Voices of Conscience. 1. Auflage 2008, Koa Books, ISBN 978-0-9773338-4-4.